# Usiewaład Falski
Usiewaład Sciapanawicz Falski, błr. Усевалад Сцяпанавіч Фальскі (ur. 8 marca 1887, zm. 1924) – białoruski działacz społeczny i oświatowy, z zawodu aktor. 
W 1917 roku był członkiem Białoruskiego Komitetu Narodowego w Mińsku. W 1919 roku wszedł w skład władz Białoruskiej Socjalistycznej Republiki Radzieckiej. W 1921 roku aresztowany za nacjonalizm białoruski.